# استیون ئی. د سوزا
استیون ئی. دِ سوزا (انگلیسی: Steven E. de Souza؛ زادهٔ ۱۷ نوامبر ۱۹۴۷) یک کارگردان، و فیلم‌نامه‌نویس اهل ایالات متحده آمریکا است.